# Stazione di Nitta (Miyagi)
La stazione di Nitta (新田駅?, Nitta-eki) è una stazione ferroviaria situata nella città di Tome, nella prefettura di Miyagi, ed è servita dalla linea principale Tōhoku della JR East.

## Linee ferroviarie
East Japan Railway Company
■ Linea principale Tōhoku

## Struttura
La fermata è costituita da un marciapiede laterale e uno a isola collegati da sovrappassaggio con tre binari passanti, di cui solo due utilizzati dai servizi passeggeri.
| 1 | ■ Linea principale Tōhoku | per Kogota, Sendai e Shiroishi |
| 3 | ■ Linea principale Tōhoku | per Ishikoshi e Ichinoseki     |

## Stazioni adiacenti
| «                       | Servizio                | »                       |
| Linea principale Tōhoku | Linea principale Tōhoku | Linea principale Tōhoku |
| ----------------------- | ----------------------- | ----------------------- |
| Umegasawa               | Locale                  | Ishikoshi               |